# Racing Point F1 Team
A Racing Point F1 Team vagy röviden Racing Point egy brit székhelyű kanadai csapat a Formula–1-ben, amely a 2018-as szezonban vett részt először a sportágban a jogelőd Sahara Force India csődjét követően.
A csapatot 2018 augusztusában alapították, miután az André Desmarais, Jonathan Dudman, John D. Idol, John McCaw Jr., Michael de Picciotto és Silas Chou nevével fémjelzett Racing Point UK Ltd. társaság és Lawrence Stroll kanadai üzletember felvásárolta a csődeljárás alatt lévő Sahara Force India csapatát. A konzorcium 000 000 90 000 000 fontot fizetett a tulajdonjogért.
A 2018-as belga nagydíjtól kezdve Racing Point Force India néven szerepeltek a hátralevő futamokon. A konstruktőrök világbajnokságát a 7. helyen zárták, megelőzve olyan csapatokat, amelyek minden futamon indultak. A szezon végét követően bejelentették, hogy a csapat a 2019-es szezontól Racing Point F1 Team néven vesz részt a világbajnokság futamain. Ugyanebben az évben a Sportpesa sportfogadási oldal a csapat névadó főszponzora, akinek a helyét 2020-től a Best Water Technology veszi át.
2021-től a csapat az Aston Martin gyári alakulataként működik tovább.

## Története

### Előzmények
A csapat eredetileg Jordan Grand Prix néven szerepelt először a sportágban az 1991-es szezontól kezdve, brit licensszel és Silverstone-i bázissal. Legjobb helyezésük az 1999-es bajnoki pontversenyben elért harmadik hely volt. A csapat a 2000-es években pénzügyi problémák miatt egyre rosszabbul teljesített, majd Eddie Jordan csapatfőnök eladta a Midland Groupnak, illetve Alex Schnaider orosz/kanadai vállalkozónak. A Midland F1 Racing egy szezont töltött a Formula–1-ben, 2007-től Spyker F1 néven álltak fel a rajtrácsra. Az európai nagydíjtól kezdve újra finanszírozási nehézségek álltak elő és a csapatot 000 000 88 000 000 euróért eladták az indiai üzletembernek, Vijay Mallyának.
2008-tól a csapat Sahara Force India néven állt fel a rajtrácsra, versenyzőnek szerződtették Adrian Sutilt, míg a technikai csapathoz érkezett Mike Gascoyne.
A Force India két alkalommal, 2016-ban és 2017-ben negyedik lett a világbajnoki pontversenyben, legjobb versenyeredményük pedig a 2009-es belga nagydíjon Giancarlo Fisichella második helyezése volt.
2018 júliusában a csapat csődeljárás alá került, majd a Racing Point UK Ltd., illetve Lawrence Stroll kanadai üzletember megvásárolta a belga nagydíj előtt a csapatot és a szezon végéig Racing Point Force India néven versenyeztette tovább, immár brit licensszel.
2018 decemberében hivatalosan is bejelentették, hogy a 2019-es szezontól Racing Point F1 Team néven neveznek a világbajnokságra, versenyzőik pedig Sergio Pérez és Lance Stroll lesznek.

### A 2018-as szezon
A belga nagydíjon a Racing Point Force India színeiben Esteban Ocon a 3., Sergio Pérez a 4. helyen végzett a kvalifikáció során, amelynek utolsó részében az erős esőzés felborította az erőviszonyokat. A versenyen Perez az ötödik, Ocon a hatodik helyen végzett, 18 pontot gyűjtöttek, így rögtön a 9. helyre léptek előre a konstruktőri bajnokságban. A következő futamon, Olaszországban Ocon a 6., Perez a 7. helyen végzett, így a 7. helyre léptek előre a konstruktőri versenyben, megelőzvén a Saubert, a Toro Rosso-t és Williams-et. A szingapúri nagydíjon Perez a 7., Ocon a 9. helyről indult, azonban a rajt után Ocon Perez autójáról a gumifalnak csapódott és kiesett, Perez csak a 16. helyen végzett.
A bajnokságot végül hetedikként fejezték be, összesen 52 pontot gyűjtve.

## Eredmények a Formula–1-ben
(Táblázat értelmezése)

(Félkövér: pole-pozícióból indult; dőlt: leggyorsabb kört futott) 

| Szezon | Modell | Motor                           | Gumi | Versenyzők      | 1   | 2   | 3   | 4   | 5   | 6   | 7   | 8   | 9   | 10  | 11  | 12  | 13  | 14  | 15  | 16  | 17  | 18  | 19  | 20  | 21  | Pont   | Helyezés |
| ------ | ------ | ------------------------------- | ---- | --------------- | --- | --- | --- | --- | --- | --- | --- | --- | --- | --- | --- | --- | --- | --- | --- | --- | --- | --- | --- | --- | --- | ------ | -------- |
| 2018   | VJM11  | Mercedes M09 EQ Power+ 1.6 V6 t | P    |                 | AUS | BHR | CHN | AZE | ESP | MON | CAN | FRA | AUT | GBR | GER | HUN | BEL | ITA | SIN | RUS | JPN | USA | MEX | BRA | UAE | 52     | 7.       |
| 2018   | VJM11  | Mercedes M09 EQ Power+ 1.6 V6 t | P    | Sergio Pérez    |     |     |     |     |     |     |     |     |     |     |     |     | 5   | 7   | 16  | 10  | 7   | 8   | Ki  | 10  | 8   | 52     | 7.       |
| 2018   | VJM11  | Mercedes M09 EQ Power+ 1.6 V6 t | P    | Esteban Ocon    |     |     |     |     |     |     |     |     |     |     |     |     | 6   | 6   | Ki  | 9   | 9   | Kiz | 11  | 15  | Ki  | 52     | 7.       |
| 2019   | RP19   | BWT Mercedes 1.6 V6 t           | P    |                 | AUS | BHR | CHN | AZE | ESP | MON | CAN | FRA | AUT | GBR | GER | HUN | BEL | ITA | SIN | RUS | JPN | MEX | USA | BRA | UAE | 73     | 7.       |
| 2019   | RP19   | BWT Mercedes 1.6 V6 t           | P    | Sergio Pérez    | 13  | 10  | 8   | 6   | 15  | 12  | 12  | 12  | 11  | 17  | Ki  | 11  | 6   | 7   | Ki  | 7   | 8   | 7   | 10  | 9   | 7   | 73     | 7.       |
| 2019   | RP19   | BWT Mercedes 1.6 V6 t           | P    | Lance Stroll    | 9   | 14  | 12  | 9   | Ki  | 16  | 9   | 13  | 14  | 13  | 4   | 17  | 10  | 12  | 13  | 11  | 9   | 11  | 13  | 19† | Ki  | 73     | 7.       |
| 2020   | RP20   | BWT Mercedes 1.6 V6 t           | P    |                 | AUT | STY | HUN | GBR | 70  | ESP | BEL | ITA | TOS | RUS | EIF | POR | EMI | TUR | BHR | SAK | UAE |     |     |     |     | 195[a] | 4.       |
| 2020   | RP20   | BWT Mercedes 1.6 V6 t           | P    | Sergio Pérez    | 6   | 6   | 7   | vi  |     | 5   | 10  | 10  | 5   | 4   | 4   | 7   | 6   | 2   | 18† | 1   | ki  |     |     |     |     | 195[a] | 4.       |
| 2020   | RP20   | BWT Mercedes 1.6 V6 t           | P    | Lance Stroll    | ki  | 7   | 4   | 9   | 6   | 4   | 9   | 3   | ki  | ki  | vi  | ki  | 13  | 9   | ki  | 3   | 10  |     |     |     |     | 195[a] | 4.       |
| 2020   | RP20   | BWT Mercedes 1.6 V6 t           | P    | Nico Hülkenberg |     |     |     | ni  | 7   |     |     |     |     |     | 8   |     |     |     |     |     |     |     |     |     |     | 195[a] | 4.       |

Megjegyzés:
- ↑ a:  Az FIA a Racing Point alakulatát 15 ponttól megfosztotta, miután megállapította, hogy a csapat szabálytalan fékhűtőket használt.[14]